# Феміністичні погляди на трансгендерні теми
Феміністичні погляди на трансгендерні теми дуже різняться. Феміністичні погляди другої хвилі на трансгендерів часто були ворожими, але феміністки третьої хвилі, як правило, розглядали боротьбу за транс-права як невід'ємну частину фемінізму. Феміністки четвертої хвилі також мають тенденцію бути всеохоплюючими; Національна організація для жінок (найбільша феміністична група в Сполучених Штатах) та Фонд феміністичної більшості підтримують транс-права.
Деякі феміністки, такі як Джанніс Реймонд та Шейла Джеффріз, вважають, що трансгендери та транссексуали підтримують і підсилюють гендерні ролі сексистів та гендерний бінаризм. Феміністки, які підтримують погляди, які інші феміністки вважають трансфобними, виступають проти прав трансгендерів та проти включення транс-жінок у жіночі простори та організації, вважають, що транс-жінки не є жінками, їх називають «транс-ексклюзивними радикальними феміністками» або абревіатурою «TERFs».
Хоча ці ідеї не мають впливу на основний фемінізм у США та Канаді, вони мають більший вплив у Сполученому Королівстві. Крім того, деякі трансгендери, такі як Джулія Серано та Джейкоб Андерсон-Міншалл, сформували рух у межах фемінізму, який називається трансфемінізм, який розглядає права транс-людей та, зокрема, транс-жінок, як невід'ємну частину феміністської боротьби за всі права всіх жінок.

## Історія

### Рання історія (до 1989)
Наприкінці 1970-х ― на початку 1980-х років, феміністки другої хвилі (особливо ранні радикальні феміністки) часто конфліктували з транс-жінками.
У 1978 році транс-жінка забажала вступити до Лесбійської організації Торонто (LOOT). Ті відмовились її прийняти і проголосували за виключення транс-лесбійок. LOOT писали: «Жіночий голос майже ніколи не чувся як жіночий ― він завжди фільтрувався через чоловічі голоси. Отже, тут приходить хлопець, який каже: „Зараз я буду дівчиною і буду говорити за дівчат“. І ми подумали: „Ні, ти ні“. Людина не може просто приєднатися до пригноблених людей». Ще одна суперечка розпочалась у 1973 році на лесбійській конференції Західного узбережжя. Бет Елліот працювала віце-президентом відділу лесбійської групи в Сан-Франциско та редагувала бюлетень розділу Сестри, але була виключена з групи в 1973 році на тій підставі, що вона не була кваліфікована як жінка.
Дженіс Реймонд опублікувала «Транссексуальну імперію» в 1979 році. У ньому вона критикувала сучасні медичні та психіатричні підходи до транссексуалізму та звинувачувала транс-жінок у зміцненні традиційних гендерних стереотипів. Декілька авторів характеризували ці погляди як надзвичайно трансфобні та/або мову ненависті. Імперія також включала главу, в якій критикується «транссексуальна конструкція лесбійського-фемінізму». Раймонд присвятила розділ Сенді Стоун, транс-жінці, яка працювала звукорежисеркою в Olivia Records, феміністичному колективі звукозапису, в якому працювали лише жінки. Колектив публічно захищав Стоун, але після подальшого тиску Стоун подала у відставку. Пізніше вона написала «Імперія завдає удару у відповідь: посттранссексуальний маніфест» як відповідь на Імперію Раймонд, яка стала фундаментальною роботою в галузі трансгендерних досліджень.
У своїй власній книзі «Гін/Екологія» 1987 року Мері Дейлі, яка була науковою керівницею дисертації Реймонд, стверджувала, що оскільки хірургічна корекція статі, не може відтворити жіночі хромосоми чи історію життя жінки, вона «не може створити жінок». Шейла Джефріс і Жермен Ґрір зробили подібні зауваження. 
Однак не кожна рання радикальна феміністка виступала проти трансприйняття. Радикальна феміністка Андреа Дворкін розглядала хірургічну корекцію статі як право трансгендерів. Вона також стверджувала, що це міф, «що існує дві полярні різні статі».

### Третя хвиля (1990—2008)
Третя хвиля фемінізму набагато глибше сприйняла трансгендерні права, значною мірою завдяки впливу таких філософів, як Кімберле Креншоу та Джудіт Батлер. Ці філософи висловлювали аргументи за більшу включеність інших областей (таких як теорія критичної раси та квір-теорія) до фемінізму. Батлер, зокрема, стверджувала, що звільнення жінок вимагає включенню статі саме по собі, і що прийняття геїв та транс-людей сприятиме такому включенню.
На початку 1990- х музичний фестиваль в Мічигані Вомін (MichFest) вигнав трансгендерну жінку Ненсі Беркхолдер. З цього моменту фестиваль стверджував, що він був призначений для «womyn-born womyn». Група Camp Trans сформована на знак протесту проти цієї політики виступала за більш широке прийняття транс-жінок у феміністській спільноті. Ряд відомих транс-активістів та феміністок були задіяні в Camp Trans, включаючи Рікі Вільчінса, Джессіку Ксав'єр та Леслі Файнберг. MichFest розглядав можливість дозволити післяопераційним транс-жінкам бути присутніми, але це було критиковано як класизм, оскільки багато транс-жінок не можуть дозволити собі операцію. Ліза Фогель, організаторка MichFest, заявила, що протестуючі з Camp Trans беруть участь у вандалізмі. Фестиваль завершився у 2015 році.

### Сучасна історія
Багато феміністок четвертої хвилі є всеосяжними. Такі організації, як Національна організація для жінок, Фонд феміністичної більшості та Плановане батьківство, зараз підтримують транс-права, як і більшість канадських феміністичних організацій. Вплив радикальних феміністок, що перебувають у стані виключення, загалом значно зменшився, хоча вони все ще є дещо впливовими у Великій Британії. В інтерв'ю 2015 року Кетрін Маккіннон цитувала і погоджувалась з цитатою Симони де Бовуар про те, що значить «бути жінкою», і сказала, що «будь-хто, хто ідентифікує себе як жінка, хоче бути жінкою, що стосується мене, це жінка».
Консультація уряду Великої Британії у 2018 році щодо реформування Закону про визнання статі 2004 року стала місцем конфлікту між радикальними феміністками та прихильниками транс-прийняття. GRA вимагає, щоб людині поставили медичний діагноз гендерної дисфорії та прожили два роки у своїй новій особистості, перш ніж законно змінити стать. Запропоновані реформи дозволять самопроголосити свою законну стать без діагнозу та періоду очікування. У той час як Закон про рівність 2010 року дозволяв постачальникам одностатевих або сексуально відокремлених послуг, таких як притулки для жінок, забороняти доступ трансгендерам у кожному конкретному випадку, доповідь Комітету Палати громад у справах жінок і рівності за 2016 рік рекомендував, щоб постачальникам більше не дозволялося виключати осіб, які отримали юридичне визнання своєї «набутої статі».
Британські транс-ексклюзивні феміністичні групи заперечували проти запропонованої реформи GRA щодо самоідентифікації через захист безпечних місць, призначених лише для жінок, що оскаржується прихильниками реформ і не підтримується поточними доказами. Про-транс-феміністичні вчені, такі як Аквуго Емеджулу та Елісон Фіппс, розглядають самовизначення як право трансгендерних людей.
У жовтні 2018 року британське видання The Guardian опублікувало статтю про реформу GRA, що підтримує зменшення бар'єрів для законодавчої зміни статі, але також зазначає, що «гноблення жінок чоловіками має фізичну основу і заперечувати актуальність біології при розгляді статевої нерівності є помилкою», і що «занепокоєння жінок щодо спільного користування гуртожитками чи роздягальнями з „чоловіками“ має сприйматися серйозно». Журналісти американського видання The Guardian написали редакційну статтю, в якій відкидають позицію свого британського колеги, заявляючи, що вона «пропагує трансфобну точку зору».
У березні 2019 року понад 160 жінок, включаючи Емму Томпсон та членів парламенту Великої Британії, підписали відкритий лист, в якому висловили солідарність із транс-жінками та підтримку реформи GRA, організованою благодійною організацією ЛГБТ Час для інклюзивної освіти.

## Трансгендерні права та феміністичний рух
Квір-феміністка-філософ Джудіт Батлер виступала за феміністичну солідарність із транс- та гендерно варіативними людьми і критикувала філософів, таких як Шейла Джеффріс, яка, на її думку, бере участь у гнітючих спробах заперечити почуття особистості транс-людей. В інтерв'ю 2014 року Батлер аргументувала громадянські права транс-людей: «Ніщо для трансгендерних людей не має більш важливого значення, ніж мати доступ до чудового медичного обслуговування в трансфірмативному середовищі, мати юридичну та інституційну свободу продовжувати своє життя як вони хочуть, і щоб їх свобода та бажання були підтверджені рештою світу». Вона також відповіла на деякі критичні зауваження Джеффріс та Реймонд щодо транс-людей, назвавши їх «прескриптивізмом» і «тиранією». За словами Батлер, транс-люди не створюються медичним дискурсом, а навпаки, розвивають нові дискурси шляхом самовизначення.
Американський академік Сьюзен Страйкер писала в 2007 р., шо фемінізм першої хвилі мав спільні риси з рухом за права трансгендерів «в тій мірі, в якій прорив загальноприйнятих обмежень жіночості є і феміністичною, і трансгендерною практикою». Вона додала, що проблеми трансгендерів спонукали феміністичних дослідників поставити під сумнів поняття біологічної статі, і що теоретизація трансгендерів була пов'язана з піднесенням постмодерної епістемології у феміністських думках третьої хвилі.
У 2012 році Джеффріс писала в The Guardian, що вона та інші критики «трансгендеризму» піддавалися залякувальним кампаніям в Інтернеті, масштаби яких свідчать про те, що прихильники транс-прав побоюються «практики трансгендерності», яка стає предметом критики. Британську радикальну феміністку Лінду Беллос не запросили в Кембриджський університет в 2017 році, заявивши, що «транс політика» прагне утвердити чоловічу владу.
Лесбійська феміністка Сара Ахмед сказала, що антитранзиційна позиція є антифеміністичною, і що трансфемінізм нагадує войовничий лесбійський фемінізм.
Саллі Хайнс, професор соціології та ґендерних ідентичностей в Університеті Лідса, писала в The Economist у 2018 році про образливий троп «транс-жінка як переодягнутий чоловік, який становить небезпеку для жінок». Хайнс розкритикувала цих феміністок за підживлення «риторики параної і гіперболи» проти транс людей, сказавши, що, поширюючи антитранс-наративи, анти-транс-феміністки відмовляються від принципів фемінізму, таких як тілесна автономія та самовизначення статі, і використовують «редуктивну» модель біології та обмежувальне розуміння відмінності між статтю та гендером на захист таких наративів. На завершення Хайнс закликала чітко визнати антитрансгендерний фемінізм порушенням рівності та гідності та «доктриною, яка суперечить здатності жити».
Теоретикиня, феміністка, письменниця та професор Єльського університету Роксан Гей заявила, що проблеми, з якими стикаються не білі та маргіналізовані жінки, такі як сексуальні домагання та неправомірні дії, поширюються і на транс-жінок, і що TERFs не враховують досвід транс-жінок. Гей вважає трансфобію жахливою, з жорстоким поводженням і агонією, від якої страждають люди, такі як високий рівень самогубств і вбивств чорношкірих транс-жінок. Вона також сказала: «Я думаю, що багатьом феміністкам дуже зручно бути антитранс. І це боляче бачити, тому що ми повинні знати краще, будучи маргіналізованими як жінки протягом історії та сьогодні. Як ми сміємо тепер маргіналізувати інших?».

### Трансфемінізм
Трансфемінізм, синтезує феміністський та транссексуальний дискурс. Трансфеміністки стверджують, що існує безліч форм гноблення та сексизму, і що жінки транс і цисгендер мають спільні інтереси у боротьбі з сексизмом. До впливових трансфеміністів належать Джулія Серано та Діана Курван. 

### Радикальні феміністки, що перебувають у стані виключення (TERF)
TERF ― це абревіатура від «транс-ексклюзивна радикальна феміністка». Він використовується для опису феміністок, які підтримують ідеї, які інші феміністки вважають трансфобними, такі як переконання, що транс-жінки не жінки, протидія певним правам трансгендерів та виключення транс-жінок із жіночих просторів та організацій.
Хоча ці ідеї не мають впливу на академічну феміністичну філософію, вони відносно потужні у Сполученому Королівстві, зокрема в британській пресі. Вони об'єдналися з консервативними групами та політиками, які виступають проти законодавства, яке розширювало би права трансгендерів у Сполучених Штатах, у Великій Британії та Австралії.
Люди, які дотримуються цих переконань, називають себе «гендерно-критичними» і вважають слово «TERF» неточним і/або нецензурною лайкою.
Філософ Кетлін Сток, гендерно-критична феміністка описує гендерно-критичних феміністок як критиків гендеру в сенсі соціальних стереотипів. Вона пише: «Гендерно-критичні феміністки особливо виступають проти ідеї, передбаченої теорією гендерної ідентичності, що те, що робить вас жінкою чи чоловіком, ― це почуття».

#### Підтримка консерваторів
Дослідник Коул Парк з американського ліберального аналітичного центру «Political Research Associates» (PRA) писав у 2016 році, що консервативні групи, які виступають проти руху за трансгендерні права, базують свої аргументи на роботах феміністичних авторок, таких як Джаніс Реймонд та Шейла Джеффріс, яких Парк описала як TERFs. Американський некомерційний громадський центр, повідомляв у 2017 році, що американські християнські правозахисні групи намагаються «відокремити Т від ЛГБ», в тому числі шляхом визнання прав трансгендерів як антагоністичних фемінізму або лесбійкам чи геям. У звіті зазначається, що ця тенденція є «частиною розширеної стратегії, покликаної послабити захисників прав трансгендерів, намагаючись відокремити їх від своїх союзників, феміністок та захисників прав ЛГБТ».
У січні 2019 року в Американському консервативному аналітичному центрі Heritage Foundation відбулася зустріч групи лівих феміністок, які виступили проти Закону США про рівність. Дослідниця PRA Герон Грінсміт заявила, що остання ітерація співпраці між консерваторами та антитрансгендерними феміністками частково є реакцією на «неймовірні здобутки» транс-спільноти у громадянських правах та видимості, і що антитрансфеміністки та консерватори виграють від «риторики дефіцитного мислення», згідно з якою громадянські права описуються як обмежений товар і мають надавати пріоритет жінкам-цисгендерам перед іншими групами. Грінсміт порівняв цю риторику з правою тактикою встановлення пріоритетів прав громадян перед негромадянами та білих людей перед кольоровими людьми.